# 下背痛
下背痛（英語：low back pain，；lumbago）也稱腰痛、下腰痛、腰骶痛，是一种涉及背部肌肉、神经和骨骼的常见疼痛疾病，位于自背后肋缘下方至臀褶之间。疼痛性质，可从持续钝痛至突然刺痛不等。
下背痛属常見背部肌肉骨骼傷病，对許多民眾生活构成影响。疼痛感可能為鈍痛感，也有可能成刺痛。下背痛可按照時程分為急性（小於6週）、亞慢性（6至12週）與慢性（大於12週）。依照其成因，则可進一步分為機械性疼痛、非機械性疼痛和轉移痛。症狀通常會在發作後的幾周內緩解，有40-90%的人可以在六周內完全緩解。
絕大多數的下背痛無法找到或确认病源，只能推測這類下背痛是因物理伤害所導致，如扭傷或挫傷。如下背痛经保守療法仍無法止痛，或是伴隨有一些「危險徵象」，如不明原因的體重減輕、發燒，抑或在行動或感覺上有明顯異狀，則需進一步檢查是否有較嚴重的潛在問題。X射線電腦斷層掃描之類影像檢查在多數情況下帮助不大，而且檢查本身也具風險，但仍是常见的下背痛检查手段。部分下背痛源自椎間盤損傷，舉腿試驗是这种损伤的有效辨別方式。對慢性下背痛而言，有時疼痛處理系統會失常，造成即便只受到輕度刺激，也会有劇烈的疼痛反應。
針對急性發作且未能明確病因的下背痛，一般會先採取非藥物治療。若非藥物治療無效，才建議使用非甾体抗炎药（NSAIDs）進行治療。若症狀可以忍受，建議維持足量日常活動。若疼痛無法控制則可以用藥物輔助。使用常规療法後無法改善下背痛的患者，則可以選擇其他治療方法。如果簡單的止痛藥無法解除疼痛，鴉片類藥物可能有所幫助，但由于这种药物存在副作用，因此通常不建議使用。椎間盤相關的慢性疼痛與失能可以采用手術解決，手術也可能對椎管狹窄引發的疼痛有效。但對其他非特定原因的下背痛，手术疗效無法證實。下背痛常會影響患者的情緒，這可以藉由心理治療或抗憂鬱劑改善。
鎮痛藥緩解疼痛，或是在可以忍耐的疼痛下繼續日常活动。止痛藥一般以對乙醯氨基酚為一線用藥，多用至症狀改善為止。下背痛的症狀通常在使用藥物數週後改善，約有40%至90%的患者会在六週後明顯改善。此外，還有許多替代性療法，如亞歷山大技巧和草药等，但没有足够证据证实這些療法的确有效。目前有關脊骨神經醫學照護或脊椎矯正的治療效果，仍然沒有一致結論。
全球約有9-12%的人口正患有下背痛。有近25%的人，在一個月的某個時間點為下背痛所苦。約有40%的人在一生中的某個時間點曾經得過下背痛，已開發國家的罹病人口比例甚至高達八成。下背痛患者通常使於20至40歲之間，男性和女性患者比例相當。下背痛更常見於40–80歲之間，其罹病人口比例會隨年紀逐漸增加。

## 症狀與徵象
急性下背痛常於舉重物、扭腰、前彎腰之後發生；在移動或清晨起床剛坐起身時，症狀可能會瞬間加劇。至於像抬腿、站著或坐下等動作，則不一定會引起疼痛。疼痛有可能只侷限在特定的壓痛點，也可能是大範圍的疼痛；此外，疼痛可能從下背部往腿部放射性延伸（泛稱為「坐骨神經痛」）。初次發生下背痛的年齡，多是在20到40歲之間，這也是成人最常見的求診原因。五成以上的下背痛患者，在好轉後仍會復發，且復發後的疼痛情形，通常比初次發生時更嚴重。
下背痛常和其他身體症狀一起發生。慢性下背痛經常伴隨睡眠問題，例如入睡時間增長、睡眠中斷、睡眠時間變短、睡眠品質不佳等。此外，許多慢性下背痛的病人合併有憂鬱及焦慮的症狀。

## 病因

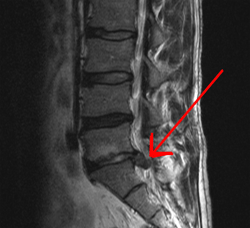
磁振造影看到的椎間盤突出，腰痛可能的原因之一。

下背痛並非單一的疾病，而是一個由多重原因引起的症狀。大部分的下背痛找不到明確的病因，但絕大多數應和肌肉拉傷、扭傷有關。肥胖、抽菸、懷孕時增重、壓力、身體狀況不佳、姿勢不良、睡覺姿勢不良也可能造成下背痛。除此之外，文獻中也列出其他一些較少見引起下背痛的原因。一些疾病也可能造成下背痛，包括骨關節炎、類風濕性關節炎、脊椎椎間盤退化、脊椎椎間盤突出、脊椎壓迫性骨折（常見於骨質疏鬆），因為脊椎感染或是腫瘤而導致下背痛並不常見，但也可能引起下背痛。
婦女的生殖系統相關疾病，可能與婦女下背痛有關，包括子宮內膜異位症、卵巢囊腫、子宮肌瘤等。約有一半的懷孕婦女，有下背痛或尾椎區域疼痛的情況；原因可能為懷孕時的姿勢改變及重心轉移，造成肌肉或韌帶拉傷，因而引發疼痛。

## 病生理

### 背部解剖
所謂的下背是指由腰椎第一節到第五節所組成的區域。在每節腰椎中間會有纖維軟骨所構成的椎間盤，這些椎間盤具有「彈性墊」的作用，可防止脊椎之間直接相互摩擦而傷害到脊髓。脊髓延伸出的脊神經從椎間孔穿出，支配身體的肌肉、同時也傳送體表的感覺至中樞神經系統。脊椎的穩定主要靠背部和腹部的肌肉及韌帶來提供。每節脊椎相接處，有所謂的「小面關節/關節突間關節」，會限制及導向脊椎的運動。
脊椎旁有一組稱作多裂肌群的肌肉，縱向連接著每節脊椎，使脊椎在做許多動作如坐下、行走、舉起物品時能維持垂直及穩定。慢性背痛的病人為了避免疼痛，常會擺出不正確的姿勢，因而也使多裂肌不正常而長時間的收縮或伸張。這樣的狀況在背痛消失後仍有可能持續存在，因此也可能是造成慢性背痛的病人疼痛常常復發的重要原因之一。教導慢性背痛的病人如何正確地使用多裂肌被建議列入復建計畫之中。
椎間盤的組成為凝膠狀的核心（英語：gelatinous core）及環繞包覆在外面的纖維環（英語：fibrous ring）。正常情況下，血液和神經走在椎間盤的外面，並不會伸入椎間盤之中。椎間盤裡面的細胞為特化的細胞，在不需要直接血液供應的狀態下亦能生存。隨著年紀漸增，椎間盤會逐漸「退化」─失去彈性及吸收脊柱受力的能力，因而使脊柱整體的受力增加；此時，脊柱旁的韌帶會逐漸變厚、脊柱邊的骨頭會增生以因應脊柱受力增加的情況。這些增厚增生的韌帶及骨頭會擠壓到原本空間就很有限的脊髓腔及脊柱旁神經根通過的小孔，造成背痛的情形。在椎間盤退化的同時，血管及神經也可能會長入椎間盤之中，壓迫到神經根，導致背痛。

### 疼痛感
疼痛本質上是對於可能造成身體組織傷害的刺激所產生的反應。「感覺到疼痛」的過程包含了四個步驟：傳導、傳遞、接收及調節。能偵測疼痛的神經細胞其本體位在背根神經節，並透過神經纖維將疼痛的訊息傳至脊髓。「疼痛」起始於一個會引發疼痛的事件刺激了感覺神經的末梢，而感覺神經將刺激轉換為電訊號（稱作傳導）後傳遞至脊髓的後角，經後角中神經細胞轉接後傳遞腦幹，接著被送至大腦各處，包括了丘腦及邊緣系統。當腦接受到疼痛的訊號後，會加以處理及「理解」，產生疼痛的感覺。大腦可以透過神經傳導物質釋放的多寡來調節疼痛的狀況。
上述所提到的疼痛產生機制有時會失常─如沒有外在刺激仍然會產生疼痛的訊號、針對某刺激產生過量的疼痛訊號、針對原本不會引起疼痛的刺激產生疼痛訊號；此外，大腦的疼痛調節機制也有可能失常。這些狀況可能和慢性疼痛的產生有關。

## 診斷
由於背部的解剖結構複雜，加上疼痛本身有時相當主觀且受環境與社會因子影響，下背痛的診斷並不容易確立。下背痛多半還是肌肉關節的問題所造成，這項成因必須和其他造成下背痛的原因─如神經系統的問題、脊椎腫瘤、脊椎骨折、脊椎的感染等等作鑑別。

### 分類
下背痛的分類有很多種，目前並沒有公認且統一的分類方式。
就成因而言，下背痛可被分成三大類：「機械性背痛」：包括肌肉拉傷、椎間盤突出、脊神經根被壓迫、椎間盤退化、關節疾病、脊椎骨折等。「非機械性背痛」：腫瘤、發炎─如脊柱關節炎、感染。「內臟器官轉移痛」：如膽囊、腎結石、腎臟感染、主動脈瘤等內臟器官）。此三類尤以機械性背痛為大宗（約90%）；至於找不到成因的背痛，有大部分（約75%）仍被認為和肌肉拉傷或韌帶受傷有關。其他少數的背痛，則可能是由全身性的問題（如纖維肌痛症）或精神方面的問題（如身體化疾患）所引起。
下背痛也可根據症狀來分類：「非特異性」：其疼痛僅侷限在下背部，是最常見的類型。此類型不由特定動作引起，且未延伸至臀部。「脊神經根病變」：因脊神經根被壓迫而造成的疼痛，約占所有患者的7%。疼痛會延伸至腿部（多半至膝蓋以下），可能是單側疼痛（常見於椎間盤突出）或雙側疼痛（常見於脊椎腔狹窄），且特定姿勢可能會加重疼痛。「其他類型」：下背痛若伴隨其他外傷、發燒、嚴重肌無力或癌症病史，代表可能有較嚴重的潛在原因，這一類患者須緊急處理或特殊照護，建議儘早尋求專業醫生的診斷。
另外，亦可用症狀持續的時間長短來分類，分為急性、亞急性及慢性。雖然並無公認的共識，但一般以六週及十二週為界，六週以內稱作急性、六到十二週稱為亞急性、十二週以上稱為慢性。治療策略的選擇，常和症狀持續的長短有很大的關聯。

### 危險徵象
| 危險徵象                             | 可能病因       |
| ------------------------------------ | -------------- |
| 過去曾患癌症                         | 癌症           |
| 原因不明的體重減輕                   | 癌症           |
| 大小便失禁                           | 脊髓馬尾症候群 |
| 明顯運動無力 或感覺障礙              | 脊髓馬尾症候群 |
| 臀部感覺喪失 （馬鞍區麻痺）          | 脊髓馬尾症候群 |
| 發生對該年齡層 而言嚴重的創傷[譯注2] | 骨折           |
| 長期使用類固醇                       | 骨折           |
| 過去腰椎 曾接受手術部位 有疼痛的情形 | 感染           |
| 發燒                                 | 感染           |
| 尿道感染                             | 感染           |
| 發生免疫抑制現象                     | 感染           |
| 施打靜脈藥物                         | 感染           |

所謂的「危險徵象」（英語：red flags），指的是當有這些徵象出現時，最好能盡速就醫以尋找潛在的原因並接受相對應的醫療處理。但這並不代表危險徵象出現時一定有嚴重的潛藏原因，事實上大部分有出現危險徵象的病人並沒有特別嚴重的潛在問題。研究指出，若病人的背痛沒有伴隨危險徵象的出現，在症狀開始的四週內做影像或實驗室檢查並沒有助益。
當常見造成背痛的原因都被排除後，背痛真正的成因通常無法完全找到，此時會先針對症狀給予治療。此外，尋找一些如憂鬱、成癮性物質濫用、醫療保費申請等潛在的因子可能對找到造成背痛的真正原因有所幫助。

### 檢查
當出現上述所提的危險徵象、持續的神經學症狀、持續或越來越嚴重的疼痛時，建議做影像學檢查，尤其是當懷疑是癌症、感染或脊髓馬尾症候群時，最好能盡早做電腦斷層或核磁共振等影像檢查。核磁共振比起電腦斷層更能偵測到椎間盤的病變，但兩者對於檢查脊椎腔狹窄都很有用。至於身體檢查方面，只有少數幾個檢查項目比較有用，其中「抬腳測試」在椎間盤突出時幾乎都會呈現陽性反應（病患腳被抬起時會覺得疼痛）。利用脊神經阻斷術或可找到造成長期劇烈疼痛的椎間盤。類似的概念如神經傳導阻斷療法也可以確認特定背痛的來源，有些證據顯示將麻醉藥注入小面關節/關節突間關節（英語：Facet_joint_injection）、薦髂關節（英語：sacroiliac joint）以阻斷神經可能是有用的診斷方法。
背痛是病患求診最常見的原因。幾周內的疼痛常會自己好，因此若沒有從病患的病史或身體檢查之中找到特定背痛原因的話，一般不建議進一步做影像檢查，包括X光、電腦斷層、核磁共振。很多病患會要求影像檢查，但除非有「危險徵象」，否則非必要之醫療服務。常規做影像檢查除了會增加成本外，也會增加可能沒有益處的手術比率，且影像檢查帶來的輻射劑量對人體健康也有害處。事實上，從影像檢查中找出背痛原因的比率小於1%，而影像也可能顯示出對健康沒有影響的異常，而這些異常即使無害，有時仍造成病人擔心甚至會要求接受進一步的治療。即便如此，腰椎的核磁共振檢查總量從1994到2006年來成長了300%。

## 預防

避免發生下背痛的抬重物技巧

目前尚未有有效預防下背痛的方法。對於背痛超過六周的病人，運動可能有助於減少症狀的復發。中等硬度的床墊相較於硬的床墊而言，對慢性背痛患者較佳。所謂的「腰部支撐腰帶」目前並沒有證據顯示其有效，可能還不如教導病人正確的搬起重物的姿勢與方式。鞋墊對預防背痛並無效果。

## 治療
背痛的治療原則和背痛成因的三大分類（機械性背痛、非機械性背痛、轉移痛）有關。針對症狀輕微到中等的急性背痛，治療目標在於恢復病患原本的正常功能、使病患能回到工作崗位、減少疼痛。這類的狀況一般不嚴重，常不需要太積極的治療也會自然緩解，在疼痛緩解後盡早恢復正常的活動有助於整體的康復。告知患者關於下背痛的前述資訊，對於其心理上因應因應疼痛、加速康復，也會有幫助的效果。對於亞慢性或慢性疼痛的患者，給予複合性的訓練治療計劃也許會有所幫助。

### 物理治療
患者通常被建議增加日常活動，但沒有明顯的證據顯示可以改善急性疼痛發作時的疼痛及失能。下背痛急性發作時，有部分的醫學研究顯示步行能夠有所幫助；而麥肯基物理療法對反覆的急性下背痛有點效果，但短期操作的療效則不顯著。有初步證據顯示熱療對急性和亞慢性的下背痛的療效；但利用熱療或冷療治療慢性下背痛的效果，則沒有明顯定論。僅有少量的證據顯示，使用護腰雖然能讓患者較快回到工作岡位上，但卻無助於緩解疼痛。超音波及衝擊波治療則沒有療效，因此通常不是建議的治療手法。
運動治療能有效的緩解慢性下背痛的疼痛，改善患者日常功能；此外，也可促進長期功能的改善，並減少療程結束後6個月內的再復發率。然而，並無證據顯示哪一種運動對於下背痛特別有效。證據顯示亞歷山大技巧對慢性背痛有用，而初步的證據顯示，瑜伽也有效果。經皮神經電刺激被認為對慢性下背痛沒有效果，使用鞋墊是否有幫助則尚無定論。倘若慢性下背痛患者對上述療法的反應都不大，週邊神經刺激（輕微的侵入性療法）或許能有所改善，但醫學效果不一。且已知此一療法並不能改善已經延伸至腿部的疼痛。

### 藥物治療
在利用藥物舒緩下背痛的治療方面來說，通常會針對不同階段的疼痛進程，使用不同的藥物。對於最初階段的下背痛，用藥的方針是希望完全治癒，然而一旦下背痛轉為慢性疼痛，用藥的目標就可能改為疼痛控制，以及盡可能地恢復患者的正常生活機能。由於止痛藥物只能達到部分層面效果，對於藥物助益的期待可能與現實有落差，這有可能造成患者滿意度的下降。
通常第一線的建議用藥為對乙醯氨基酚或非類固醇消炎止痛藥（阿斯匹靈除外），而這對大部分的患者來說已經足夠了。標準劑量的對乙醯氨基酚非常安全，然而高劑量下可能造成肝臟毒性。非類固醇消炎止痛藥對急性發作較對乙醯氨基酚更有效，但該類藥物也有更大的風險產生以下的副作用，可能的副作用包含腎功能衰竭、胃及十二指腸潰瘍以及心血管疾病。因此相較於對乙醯氨基酚而言，非類固醇消炎止痛藥是第二選項用藥，只有當對乙醯氨基酚無法有效控制下背痛時才推薦使用。沒有實質證據顯示環氧合酶抑制劑（英語：COX-2 inhibitor）較其他種類的非類固醇消炎止痛藥對疼痛更有助益。根據安全方面的考量萘普生為首選。肌肉鬆弛劑也可能有幫助。
若疼痛仍無法緩解，則可以考慮使用鴉片類藥物（如嗎啡）。鴉片類藥物可能有成癮的風險、與其他藥物的交互作用、以及副作用包括暈眩、嘔心、便秘等。鴉片類藥物可能適用於急性嚴重疼痛之短期處置，然而專家不建議長期使用於慢性下背痛。對於老年人（如患有糖尿病、胃病、或心臟疾病）使用非類固醇消炎藥之風險較高時，可考慮使用鴉片類藥物。此外，對於神經性疼痛的病人，鴉片類藥物也可能有效。
抗憂鬱藥也可能對治療與憂鬱症狀相關的慢性疼痛有幫助，但這類藥物具有副作用的風險。雖然抗癲癇藥物加巴噴丁（英語：gabapentin）、卡馬西平（英語：carbamazepine）有時會被用作治療慢性下背痛的藥物，而且可能可以減緩坐骨神經痛，但未有充足的證據支持此說。口服類固醇對於治療下背痛並沒有療效。若直接注射類固醇於小面關節/關節突間關節和椎間盤中，也許能對持續不斷的坐骨神經痛有所幫助，但卻對於持續地、非輻射狀的疼痛沒有幫助。對有坐骨神經痛的患者而言，硬脊膜外的注射類固醇，能夠輕微且短暫地減輕疼痛，但長期而言，並沒有幫助。

### 手術治療
對於那些由椎間盤突出所引起的腿部疼痛、明顯的腿部無力、膀胱問題、大便失禁等困擾，藉由手術的改善可能會有所助益。手術對於治療椎管狹窄也可能有效。若非由上述原因引起的下背痛，目前並沒有明確的證據顯示手術對病人有實質助益。
椎間盤切除術（將造成腿部疼痛的椎間盤，進行該組織的局部切除）比其他非手術的治療法能夠更快地解除病人的疼痛。但是手術只會在一年內會具有比較好的效果，延長至四到十年則沒有顯著的益處。目前沒有證據顯示，微創式的椎間盤切除術與傳統的切除術兩者之間的療效有所差異。對大多數其他的情況，都沒有足夠的證據可以做為支持患者接受手術治療的依據。對於退化性椎間盤引起的下背痛，手術治療的長期影響並不明確。微創手術可以縮短復原的時間，但沒有足夠的證據顯示對於患者的幫助更大。
而因為退化性椎間盤引起的下背痛，目前的醫學證據顯示，加強的物理療法以及脊柱融合術顯示了相同的療效，且效果優於低強度的非手術療法。
對於脊柱錯位（或脊椎滑脫）而引起的下背痛患者，若無法藉由保守治療獲得症狀的改善，脊柱融合術則可能考慮被採用。僅管通常只有少數的患者能在接受手術後獲得好的療效。執行脊柱融合術的手術方式有好幾種，但目前沒有沒有證據顯示那一種是最好的。執行融合術時加入植體會增加手術風險，且對於疼痛或功能的改善沒有幫助。

### 整合輔助治療
使用脊骨神經醫學或脊椎鬆動術治療下背痛症狀的療效是否優於其他治療方式，目前未有定論。某些文獻回顧發現在短期、中程、或長期的個案追蹤結果指出，脊椎鬆動術對於疼痛及功能的療效相當於其他常用的治療，或者效果更好。其他文獻回顧指出脊椎鬆動術與其他保守治療及假性鬆動術（不正確或無效的鬆動手法）或其他治療相比，並不特別有效，但將脊椎鬆動術和其他治療項目一起治療則有助於整體療效。國家指定治療方針（此處應指美國的醫療指示）導向不同的結論，有些不建議使用脊椎鬆動手法，有些則建議選用，而也有建議對於其他療法效果不彰的患者，可以接受短期的脊椎鬆動術做為治療項目。麻醉後的鬆動手法，或在有其他醫療儀器協助下操作的鬆動術，並未有足夠的證據支持其成為必定有效的治療項目。
對非特定性急性疼痛者或亞慢性疼痛者而言，比起安慰劑、常規護理或安慰性針灸，實際針灸的效果並不會更好。對於慢性疼痛患者而言，接受針灸治療的組別，其疼痛改善的效果大於無治療的組別，並就改善疼痛的效果而言，接受針灸的患者與接受藥物治療的組別其療效相近；不過針灸對於失能者沒有幫助。這種疼痛改善的效果只展現在剛治療完的時候，而非其預後。對於慢性疼痛者而言，若保守治療或藥物治療沒有效果，針灸可能是個較可嘗試的選項。按摩療法似乎對急性下背痛者沒有太大助益，但對亞慢性疼痛者與慢性疼痛者可能有幫助，尤其是結合身體鍛鍊與教育時較為顯著。試驗證明，針灸搭配按摩療法會比單只有按摩療法更有助益。
增生療法：注入溶液到背部的關節以引起發炎，從而刺激人體的癒合反應的做法。沒有發現此療法有效果，但搭配其他療法或許有幫助。神經反射療法：將幾塊小金屬片放在耳朵或背部的皮膚下，看來似乎對於減緩下背痛，增進肢體功能有所幫助，但也有不少證據顯示效果有限。草藥南非鈎麻和白柳葉，似乎對於不少人減緩高強度的疼痛有效，但與使用止痛藥的效果無顯著差異。辣椒：以藥膏或藥布的形式使用，對於減緩疼痛和增進功能看似都有其效果。
行為治療也許對慢性疼痛有幫助。目前有許多不同的方法：像是藉由減少不必要的動作、增加必要的動作，達成操控制約；認知行為治療幫助患者辨識與矯正負面思考和負面行為；古典制約能夠修正患者對於痛覺的生理反應。醫療人員應該給予整合性的行為治療課程。正念減壓課程是否能降低慢性背痛的強度，或緩解相關失能尚無結論，但似乎對於接受已經存在的痛覺有所幫助。

## 預後
總體來說，急性下背痛的預後成果是正向的。在治療開始的6週內，通常在疼痛與功能障礙上會出現大幅度進展，據報告顯示，可以恢復到40-90%。而在治療開始的6週之後，進展通常會開始變慢，直到治療後1年，才能達到小幅度成效。在治療後1年，大部分病患對於下背痛的疼痛與功能障礙，可以降至最低水平。痛苦程度、下背痛的發作歷史以及工作滿意度，是一段時期下背痛長期預後的預測指標。特定的心理問題，如因失去工作而導致的憂鬱症或不快樂，可能會延長下背痛的預後時程。一旦下背痛首次發生，約有一半的人會出現復發的可能。
對於持續性下背痛，短期的治療成效也是正向的。與急性相同的是，在治療開始的6週內有大幅度進展，但之後只有小幅度進展。在治療後1年，慢性下背痛病患通常仍會有中等程度的疼痛與功能障礙。對於因應技能較差、害怕活動（一年大約是增加2.5倍的危險性）、克服疼痛的能力較差、功能性障礙、整體健康較差或是其疼痛與心理或精神因素相關（非器質性症狀）的患者，有較高的危險性會變為長期功能障礙。

## 流行病學
持續時間超過一天的下背痛與活動受限，是常見的主訴症狀。全球大約有四成的人，在一生當中曾經歷過下背痛，在已開發國家更高達八成。將近9到12%的民眾（六億三千兩百萬人）時常都感到下背痛，有將近四分之一的民眾（23.2%）在某些時候的下背痛，持續至少有一個月之久。多數病患在20到40歲時開始，對於下背痛感到困擾。下背痛在40到80歲之間的民眾更為常見，當人口老化，受影響的人數將可預期的增加。
下背痛在男性與女性的比例何者較高，目前仍不清楚。在2012年的一篇文獻回顧，曾報告在男性與女性的比例分別為9.6%與8.7%。另一篇同一年的文獻回顧則顯示在女性比例較高，而原因可能為女性骨質疏鬆、月經、懷孕等問題，或女性比男性更願意表達疼痛。
大約70％的女性曾有懷孕期間下背痛的經歷，而實際比例可能更高。吸菸者，尤其青少年，比起戒菸者更可能有下背痛，而戒菸者又比不曾吸煙者較可能有下背痛。

## 歷史

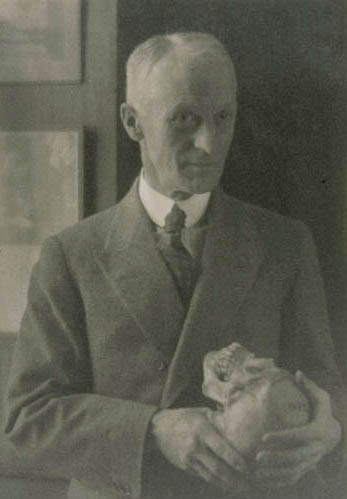
哈維·威廉斯·庫欣，攝於1920年代

下背痛至少從青銅器時代就開始困擾人類。目前所知最早的外科專著《艾德溫·史密斯紙草文稿》（約可上溯至西元前1500年）中，描述了一次對脊椎扭傷的診斷測試和治療。希波克拉底（約公元前460年－前370年）首先採用術語來稱呼坐骨神經痛和下背痛；蓋倫（活躍於公元二世紀中晚期）透過一些細節描述了這個概念。在第一個千禧年結束之前，還沒有醫生嘗試過背部手術，而是建議觀察性等待。直到中世紀，民間醫學相信下背痛是由精神所引起，並以此為基礎進行治療。
20世紀開始時，醫界認為下背痛是源自發炎或神經損傷，當時的醫學文獻中，經常跟神經痛或神經炎列在一起。在20世紀初期，下背痛的成因眾說紛紜，而在20世紀中期後，下背痛的成因眾說紛紜，而在20世紀中期後，因為椎間盤導致下背痛的理論逐漸成了主流。20世紀早期，美國的神經外科醫師哈維·威廉斯·庫欣的倡導，讓採用外科手術治療下背痛的方式更被世人所接受。1920和1930年代，醫界提出了像神經耗弱（神經衰弱症）和女性歇斯底里這類，神經系統和心理病病併發症的情形，下背痛病因的新理論也隨之出現。肌風濕痛（現在稱為纖維肌痛）被提及的次數也越來越多。
新興技術例如X光，給了醫生們新的診斷工具，發現到椎間盤可能是某些病例中，導致下背痛的根源。1938年，整形外科醫生約瑟夫·S·巴爾提出一系列椎間盤相關坐骨神經病的病例，透過外科手術而獲得改善或治癒的報告。由於此手術有效的改善了患者的疼痛，因此在1940年代，由於椎間盤病變引發下背痛的理論，漸漸成為解釋該疾病發生的主流理論，而到了1980年代，因為新的成像技術如電腦斷層掃描（CT）和核磁共振成像（MRI），椎間盤病變引發下背痛的理論得到更多的支持。

## 社會與文化
下背痛導致大量經濟成本支出。這是在美國成人間最常見的疼痛，許多人因而請病假，甚至是在急診室中最常見的肌肉骨骼相關主訴。根據預估，在1998年時，將近九百億美元的年度醫療照護預算可歸因於下背痛，其中有5%的患者使用了此預算中的75%。在1999到2001年之間，儘管當時沒有修改脊椎融合手術的適應症或增加更多的用途，在美國的手術量卻有將近兩倍的成長。失去收入和生產力帶來另一種層次的成本支出，在美國有四成的病假是因為下背痛所造成。相較於美國和德國，下背痛在加拿大、英國、荷蘭與瑞典，造成大量勞動人力的功能障礙。

## 研究
全椎間盤置換術現在仍被實驗研究中，但沒有顯著證據支持能被使用在腰椎融合的治療上。研究人員正在研究利用注射人類生長因子、植入物、細胞療法和組織工程等方式，培養新的椎間組織以供患者使用。

## 外部連接
- 中的“Back and spine”